# Achurch
Achurch är en by i Northamptonshire i England. Byn är belägen 16 km 
från Kettering. Orten har 46 invånare (2009). Byn nämndes i Domedagsboken (Domesday Book) år 1086, och kallades då Asechirce.